# Liechtensteinische Beachhandball-Nationalmannschaft der Männer
Die liechtensteinische Beachhandball-Nationalmannschaft der Männer repräsentiert den Liechtensteiner Handball-Verband als Auswahlmannschaft auf internationaler Ebene bei Länderspielen im Beachhandball gegen Mannschaften anderer nationaler Verbände. Den Kader nominiert der Nationaltrainer.
Ein weibliches Pendant wurde bislang nicht gegründet.

## Geschichte
Liechtenstein nahm bislang nur ein einziges Mal an einer internationalen Meisterschaft, den Europameisterschaften 2002 in Cádiz, Spanien teil. Die Mannschaft verlor alle Spiele glatt in zwei Sätzen, einzig das letzte Platzierungsspiel um den 15. Platz brachte einen Satzgewinn gegen die Mannschaft Ungarns, das nur vier Jahre später schon das Finale der EM erreichte. Im Shootout wurde Ungarn knapp mit 6 zu 7 unterlegen und damit ein Achtungserfolg erreicht. Die Mannschaft gewann zudem den Fair-Play-Preis des Turniers. 2003 trat die Mannschaft noch einmal international bei einem Turnier der European Beach Tour in Weymouth, Südengland, an und verpasste dort nur im Shootout den Einzug ins Finale.

## Teilnahmen
| World Games - 2001: nicht eingeladen - 2005: nicht eingeladen - 2009: nicht eingeladen - 2013: nicht qualifiziert - 2017: nicht qualifiziert - 2022: nicht qualifiziert World Beach Games - 2019: nicht qualifiziert | Weltmeisterschaften - 2004: nicht qualifiziert - 2006: nicht qualifiziert - 2008: nicht qualifiziert - 2010: nicht qualifiziert - 2012: nicht qualifiziert - 2014: nicht qualifiziert - 2016: nicht qualifiziert - 2018: nicht qualifiziert - 2020: ausgefallen | Europameisterschaften - 2000: keine Teilnahme - 2002: 16. - 2004: keine Teilnahme - 2006: keine Teilnahme - 2007: keine Teilnahme - 2009: keine Teilnahme - 2011: keine Teilnahme - 2013: keine Teilnahme - 2015: keine Teilnahme - 2017: keine Teilnahme - 2019: keine Teilnahme - 2021: keine Teilnahme |